# Içara
Içara é um município brasileiro do estado de Santa Catarina. Localiza-se a uma latitude 28º42'48" sul e a uma longitude 49º18'00" oeste, estando a uma altitude de 48 metros. Sua população no verão costumava triplicar passando dos 60 mil para quase 200 mil veranistas oriundos da região, principalmente da Cidade de Criciúma, mas com a emancipação do distrito de Balneário Rincão que foi elevada à categoria de município em 2013, isso deixou de ocorrer visto que o município de Içara perdeu o acesso ao mar, além de ter perdido entorno de 12 mil habitantes.
Içara pertence à Região Metropolitana Carbonífera (Criciúma).

## Turismo
A região costeira, incluindo as lagoas, integra antigo distrito de Balneário Rincão, que foi transformado em município pela Lei n°. 12.668, de 3 de outubro de 2003, vindo a ser instalado oficialmente em 1 de janeiro de 2013.